# The Anthology… So Far
The Anthology… So Far — тройной концертный сборник Ринго Старра, выпущенный 19 января 2001 года в Великобритании лейблом Eagle Records, в США лейблом Koch Entertainment. В сборник вошли записи с концертных альбомов Старра и его All-Starr Band — Ringo Starr and His All-Starr Band (1990), Ringo Starr and His All Starr Band Volume 2: Live from Montreux (1993), Ringo Starr and His Third All-Starr Band-Volume 1 (1997), — а также ранее не издававшиеся записи с концертов 1995, 1997 и 2000 годов. The Anthology… So Far является исчерпывающей коллекцией лучших эпизодов концертных выступлений Ринго Старра в течение 1990-х годов.
На записях, вошедших в коллекцию, Старр выступает вместе с такими известными музыкантами, как Рэнди Бэкмен, Гэри Брукер, Джек Брюс, Тим Капелло, Эрик Кармен, Феликс Кавальер, Кларенс Клемонс, Бартон Каммингс, Рик Данко, Доктор Джон, Дэйв Эдмундс, Джон Энтвисл, Марк Фарнер, Питер Фрэмптон, Левон Хелм, Джим Келтнер, Саймон Кирк, Нилс Лофгрен, Билли Престон, Марк Ривера, Тодд Рантгрен, Тимоти Б. Шмит, Зак Старки и Джо Уолш.
При хороших отзывах критиков, The Anthology… So Far не достиг успеха в чартах.

## Список композиций

### Диск 1
| №   | Название                      | Автор(ы)                                                                | Ведущий вокал   | Длительность |
| --- | ----------------------------- | ----------------------------------------------------------------------- | --------------- | ------------ |
| 1.  | «It Don’t Come Easy»          | Ричард Старки                                                           | Ринго Старр     | 3:15         |
| 2.  | «The No-No Song»              | Хойт Экстон, Дэвид Джексон                                              | Ринго Старр     | 3:31         |
| 3.  | «Iko Iko»                     | Роза Ли Хокинс, Барбара Энн Хокинс, Джоан Мэри Джонсон, Джеймс Кроуфорд | Доктор Джон     | 6:09         |
| 4.  | «The Weight»                  | Робби Робертсон                                                         | Левон Хелм      | 5:58         |
| 5.  | «Shine Silently»              | Нилс Лофгрен, Дик Вагнер                                                | Нилс Лофгрен    | 6:46         |
| 6.  | «Honey Don’t»                 | Карл Перкинс                                                            | Ринго Старр     | 2:44         |
| 7.  | «Quarter to Three»            | Фрэнк Гуида, Юджин Барж, Джозеф Ройстер, Гэри Бондс                     | Кларенс Клемонс | 3:54         |
| 8.  | «Raining in My Heart»         | Бадди Холли                                                             | Рик Данко       | 5:20         |
| 9.  | «Will It Go Round in Circles» | Билли Престон                                                           | Билли Престон   | 4:22         |
| 10. | «Life in the Fast Lane»       | Джо Уолш, Гленн Фрай, Дон Хенли                                         | Джо Уолш        | 6:47         |
| 11. | «Desperado»                   | Дон Хенли, Гленн Фрай                                                   | Джо Уолш        | 2:59         |
| 12. | «Norwegian Wood»              | Джон Леннон, Пол Маккартни                                              | Питер Фрэмптон  | 2:54         |
| 13. | «Walking Nerve»               | Нилс Лофгрен                                                            | Нилс Лофгрен    | 4:28         |
| 14. | «Boris the Spider»            | Джон Энтвисл                                                            | Джон Энтвисл    | 2:41         |
| 15. | «Some Kind of Wonderful»      | Джон Эллисон                                                            | Марк Фарнер     | 4:53         |
| 16. | «You’re Sixteen»              | Ричард Шерман, Боб Шерман                                               | Ринго Старр     | 3:15         |
| 17. | «Photograph»                  | Ричард Старки, Джордж Харрисон                                          | Ринго Старр     | 4:22         |

Примечание: «Some Kind of Wonderful» есть только на американском издании альбома; на британском издании диск 1 содержит только 16 треков.

### Диск 2
| №   | Название                            | Автор(ы)                                                                | Ведущий вокал              | Длительность |
| --- | ----------------------------------- | ----------------------------------------------------------------------- | -------------------------- | ------------ |
| 1.  | «The Really „Serious“ Introduction» | диалог перед выступлением All-Starr Band на джазовом фестивале в Монтрё | Куинси Джонс и Ринго Старр | 2:01         |
| 2.  | «I’m the Greatest»                  | Джон Леннон                                                             | Ринго Старр                | 3:30         |
| 3.  | «Don’t Go Where the Road Don’t Go»  | Ричард Старки, Джонни Уорман, Гэри Грейнджер                            | Ринго Старр                | 4:28         |
| 4.  | «I Can’t Tell You Why»              | Дон Хенли, Гленн Фрай, Тимоти Б. Шмит                                   | Тимоти Б. Шмит             | 5:09         |
| 5.  | «Girls Talk»                        | Элвис Костелло                                                          | Дэйв Эдмундс               | 3:31         |
| 6.  | «People Got to Be Free»             | Феликс Кавальер, Эдди Бригати                                           | Феликс Кавальер            | 4:53         |
| 7.  | «Groovin’»                          | Феликс Кавальер, Эдди Бригати                                           | Феликс Кавальер            | 4:58         |
| 8.  | «Act Naturally»                     | Вони Моррисон, Джонни Рассел                                            | Ринго Старр                | 2:41         |
| 9.  | «Takin’ Care of Business»           | Рэнди Бэкмен                                                            | Рэнди Бэкмен               | 7:37         |
| 10. | «You Ain’t Seen Nothin’ Yet»        | Рэнди Бэкмен                                                            | Рэнди Бэкмен               | 3:45         |
| 11. | «In the City»                       | Джо Уолш, Барри Де Ворзон                                               | Джо Уолш                   | 4:55         |
| 12. | «Bang the Drum All Day»             | Тодд Рандгрен                                                           | Тодд Рандгрен              | 3:34         |
| 13. | «Black Maria»                       | Тодд Рандгрен                                                           | Тодд Рандгрен              | 5:32         |
| 14. | «American Woman»                    | Бартон Каммингс, Рэнди Бэкмен, Гэри Петерсон, Майкл Кейл                | Бартон Каммингс            | 5:59         |
| 15. | «Weight of the World»               | Брайан О’Доэрти, Фред Велес                                             | Ринго Старр                | 3:36         |
| 16. | «Back Off Boogaloo»                 | Ричард Старки                                                           | Ринго Старр                | 3:19         |

### Диск 3
| №   | Название                             | Автор(ы)                           | Ведущий вокал  | Длительность |
| --- | ------------------------------------ | ---------------------------------- | -------------- | ------------ |
| 1.  | «Yellow Submarine»                   | Джон Леннон, Пол Маккартни         | Ринго Старр    | 3:31         |
| 2.  | «Show Me the Way»                    | Питер Фрэмптон                     | Питер Фрэмптон | 5:06         |
| 3.  | «Sunshine of Your Love»              | Джек Брюс, Пит Браун, Эрик Клэптон | Джек Брюс      | 7:46         |
| 4.  | «I Hear You Knocking»                | Пёрл Кинг, Дэйв Бартоломью         | Дэйв Эдмундс   | 2:58         |
| 5.  | «Shooting Star»                      | Пол Роджерс                        | Саймон Кирк    | 6:02         |
| 6.  | «Boys»                               | Лютер Диксон, Вес Фаррел           | Ринго Старр    | 2:41         |
| 7.  | «Baby I Love Your Way»               | Питер Фрэмптон                     | Питер Фрэмптон | 5:12         |
| 8.  | «A Salty Dog»                        | Гэри Брукер, Кит Рид               | Гэри Брукер    | 4:45         |
| 9.  | «I Feel Free»                        | Джек Брюс, Пит Браун               | Джек Брюс      | 3:37         |
| 10. | «All Right Now»                      | Пол Роджерс                        | Саймон Кирк    | 4:37         |
| 11. | «I Wanna Be Your Man»                | Джон Леннон, Пол Маккартни         | Ринго Старр    | 3:09         |
| 12. | «A Whiter Shade of Pale»             | Гэри Брукер, Кит Рид               | Гэри Брукер    | 6:20         |
| 13. | «Hungry Eyes»                        | Джон ДиНикола, Фрэнк Превит        | Эрик Кармен    | 3:50         |
| 14. | «All by Myself»                      | Эрик Кармен, Сергей Рахманинов     | Эрик Кармен    | 7:42         |
| 15. | «With a Little Help from My Friends» | Джон Леннон, Пол Маккартни         | Ринго Старр    | 5:24         |